# Nannowithius buettikeri
Espèce
Synonymes
- Myrmecowithius buettikeri Mahnert, 1980

Nannowithius buettikeri est une espèce de pseudoscorpions de la famille des Withiidae.

## Distribution
Cette espèce se rencontre en Arabie saoudite, aux Émirats arabes unis et en Oman.

## Publication originale
- Mahnert, 1980 : Arachnids of Saudi Arabia. Pseudoscorpiones. Fauna of Saudi Arabia, vol. 2, p. 32-48.